# 대전호수초등학교
대전호수초등학교(大田湖水初等學校)는 대한민국 대전광역시 서구 도안동에 있는 공립 초등학교이다.

## 연혁
- 2022년 3월 1일 : 개교(33학급, 유치원 8학급)[1]